# Medal Wybitnej Służby (Wielka Brytania)
Medal Wybitnej Służby, wzgl. Medal Służby Wybitnej (ang. Distinguished Service Medal, skr. D.S.M. lub DSM) – do 1993 roku trzecie w kolejności, po Krzyżu Wiktorii i Medalu Dzielności Znamienitej, odznaczenie bojowe Zjednoczonego Królestwa. 
Ustanowiony przez Jerzego V 14 października 1914 roku, nadawany podoficerom i szeregowym sił zbrojnych (bez względu na rodzaj broni) Wielkiej Brytanii, Wspólnoty Brytyjskiej oraz państw sojuszniczych za czyny wybitnej odwagi w starciu z przeciwnikiem na morzu. Medal mógł być nadany wielokrotnie oraz pośmiertnie. 
Odpowiednikiem w siłach lądowych był Medal Wojskowy, a w lotnictwie Medal Wybitnej Służby Lotniczej. Przed 1993 rokiem medal stanowił odpowiednik Krzyża Wybitnej Służby dla podoficerów i szeregowych. Obecnie krzyż jest nadawany wszystkim wojskowym, bez względu na stopień.
26 takich medali otrzymali Polacy za zasługi podczas II wojny światowej.

## Opis
Medal o średnicy 36 mm jest wykonany ze srebra. Na awersie medalu znajduje się wizerunek głowy panującego otoczony napisem. Na rewersie umieszczono w trzech wierszach napis: „FOR DISTINGUISHED SERVICE”, zwieńczony koroną i otoczony wieńcem laurowym.
Wstążka składa się z dwóch ciemnoniebieskich pasków z białym pośrodku, przedzielonym ciemnoniebieskim prążkiem. Kolejne nadanie zaznaczano poprzez nałożenie na wstążkę srebrnego okucia. Na baretce umieszczana była natomiast srebrna rozetka.